# 섐록

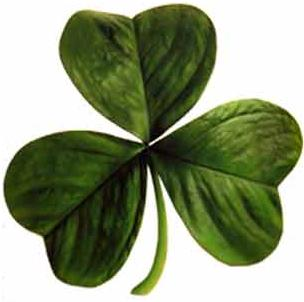
섐록

섐록(Shamrock) 또는 세잎클로버는 콩과 토끼풀속 등 잎이 3장으로 되어 있는 풀의 총칭으로, 주로 아일랜드의 상징 장식으로 쓰인다. 작은 클로버를 의미하는 아일랜드어 seamair의 지소사 seamróg에서 영어식으로 유래한 것이다.
세잎 클로버는 네잎 클로버와 다르게 기쁨을 가져다준다고 믿는다.